# S.P.D.
Pour les articles homonymes, voir SPD (homonymie).
Singles de SPEED
Ashita no Sora
(12 nov. 2008) Himawari (...)
(21 avril 2010)
S.P.D. (pour Splendid Pop Dance) est le seizième single de SPEED, sorti en 2009.

## Présentation
Le single sort le 27 mai 2009 au Japon sur le label Sonic Groove au format CD et en téléchargement, six mois et demi après le précédent single du groupe Ashita no Sora. Comme ce dernier, il sort également en édition limitée au format CD+DVD avec une pochette différente et incluant un DVD en supplément contenant le clip vidéo.
C'est le deuxième single du groupe depuis sa reformation définitive en septembre 2008.
C'est aussi son deuxième single à ne pas avoir été écrit, composé et produit par Hiromasa Ijichi, après Walking in the Rain / Stars to Shine Again en 2003 ; c'est le premier à être composé par des artistes étrangers, afin de trouver un nouveau son pour le groupe.
Il atteint la 8e place du classement des ventes de l'Oricon, et reste classé pendant six semaines. C'est alors le single le moins vendu du groupe.
La chanson-titre est utilisée comme générique de l'émission télévisée Guruguru Ninety-nine ; elle figurera sur le prochain album original 4 Colors qui sortira finalement trois ans et demi plus tard, fin 2012. La deuxième chanson du single, Utakata, ne figurera sur aucun album. Le single contient également leurs versions instrumentales.

## Liste des titres
Toutes les paroles sont écrites par Shungo.
| CD    | CD                                   | CD                                      | CD    | CD | CD | CD | CD | CD | CD |
| No    | Titre                                | Musique                                 | Durée |    |    |    |    |    |    |
| ----- | ------------------------------------ | --------------------------------------- | ----- | -- | -- | -- | -- | -- | -- |
| 1.    | S.P.D.                               | Jonathan Shave, Kye Sones, Peter Martin | 3:58  |    |    |    |    |    |    |
| 2.    | Utakata (UTAKATA)                    | Mats Lie Skare                          | 3:07  |    |    |    |    |    |    |
| 3.    | S.P.D. (Instrumental)                | Jonathan Shave, Kye Sones, Peter Martin | 3:58  |    |    |    |    |    |    |
| 4.    | Utakata (Instrumental) (UTAKATA ...) | Mats Lie Skare                          | 3:06  |    |    |    |    |    |    |
| 14:16 |                                      |                                         |       |    |    |    |    |    |    |

| 1. | S.P.D. (Video Clip) |  |
| 2. | Off Shot (OFF SHOT) |  |